# Wyszcza Kropywna
Wyszcza Kropywna (ukr. Вища Кропивна) – wieś na Ukrainie, w obwodzie winnickim, w rejonie hajsyńskim, w hromadzie Rajgródek. W 2001 liczyła 642 mieszkańców, spośród których 639 wskazało jako ojczysty język ukraiński, 2 rosyjski, a 1 ormiański.